# Juan Boscán Almogáver
Juan Boscán Almogáver (oprindelig Boscà, slutningen af 15. århundrede i Barcelona — april 1542) var en spansk digter.
Han var af catalansk eller aragonisk slægt, men har kun skrevet på kastiliansk. Formuende og anset syslede han i sin meste levetid kun med videnskaberne og digtekunsten; i sine sidste år var han dog lærer for den unge hertug af Alba, den siden berømte feltherre. Boscán Almogáver har fået en ikke ringe betydning i den spanske poesis historie ved at indføre alle de italienske versformer og med dem en ny ånd i sit fædrelands litteratur.
I et lidet produktivt tidsrum, hvor den gamle nationale digtekunst slumrede, gjorde han – sammen sin ven Garcilaso – epoke ved sine petrarkiserende sonetter, canzoner og terziner, sine stanzer og sine rimfri digtninge i lighed med italienernes versi sciolti, og trods nogen modstand sejrede da foreløbig den italienske klassicisme over den hidtil omtrent eneherskende romancepoesi.
Han fortæller selv, hvorledes en samtale i Granada 1526 med den litterært dannede venetianske udsending Navagiero gav stødet til, at han begyndte at digte i italiensk smag. Hans versifikationstalent var betydeligt, hans formsans svigtede ham sjældent, og hans sprog var (af en ikke-kastilianers at være) rent og smukt, især i hans canzoner. I begavelse stod han dog tilbage for Garcilaso.
Efter dennes opfordring oversatte han (meget heldig) Baldassare Castigliones prosaværk Il Cortigiano (Barcelona 1534, folio, og oftere, senest Madrid 1873). Hans digte udkom første gang i Barcelona 1543 (i kvarto); siden mange gange i løbet af det 16. århundrede. En nyere udgave udkom i Madrid 1875.